# 다가촌 (교토부)
다가촌(일본어: 多賀村)은 일본 교토부 쓰즈키군에 설치되었던 촌이다. 현재의 이데정에 해당한다.